# Jeppe Bruus Christensen
Jeppe Bruus Christensen (født 20. april 1978) er medlem af Folketinget for Socialdemokratiet i Københavns Omegns Storkreds og nuværende minister for Grøn Trepart. Han har været ordfører for forskning, innovation og videregående uddannelser samt formand for den danske delegation til Europarådets Parlamentariske Forsamling. Bruus har været medlem af Udvalget for forskning, innovation og videregående uddannelser, Retsudvalget, Europaudvalget, Udenrigsudvalget, Udlændinge- og Integrationsudvalget og Indfødsretsudvalget. I august 2021 blev han politisk ordfører for Socialdemokratiet, efter at forgængeren Jesper Petersen blev uddannelses- og forskningsminister. I forbindelse med ministerrokaden i februar 2022 i Mette Frederiksens regering blev Bruus ny skatteminister og stoppede samtidig som politisk ordfører for Socialdemokratiet. Jeppe Bruus fortsatte som skatteminister i regeringen Mette Frederiksen II, der blev udnævnt den 15. december 2022.
Jeppe Bruus blev sammen med flere andre S-ministre udnævnt til kommandør af Dannebrogordenen i december 2024.

## Privatliv
Jeppe Bruus er opvokset i Tølløse på Sjælland som søn af en lærer og en sundhedsplejerske. Forældrene har gennem mange år fungeret som plejeforældre. Han har to søstre.

## Arbejdsliv
Jeppe Bruus er uddannet cand.scient.pol. fra Københavns Universitet 2007. I 2003-2007 var han formand for Dansk Ungdoms Fællesråd, ligesom han i 2005-2006 var forbundssekretær i Danmarks Socialdemokratiske Ungdom (DSU). Han var projektmedarbejder i Fødevareforbundet i 2006, seniorkonsulent i  Radius Kommunikation 2007-2009 og rådgiver i  Geelmuyden Kiese 2009-2011. I 2012-2013 var han kommunikationschef i LO og 2016-2018 kommunikationschef for SKAT. Efter etableringen af de nye styrelser blev han kommunikationschef for Skattestyrelsen.

## Folketinget
Jeppe Bruus har været folketingskandidat i Gladsaxekredsen siden 2008. Han var stedfortræder for Sophie Hæstorp Andersen fra 5. november 2013 til 3. december 2013. Han blev snart derefter fast medlem 1. januar 2014, da Sophie Hæstorp Andersen udtrådte for at blive regionsrådsformand for Region Hovedstaden, men mistede sin plads ved Folketingsvalget 2015. Han fik dog sæde igen som stedfortræder for Mogens Lykketoft fra 14. juli 2014 til 30. september 2016. Ved folketingsvalget 2019 blev han igen valgt ind i Folketinget og var i en periode derefter partiets retsordfører. Den 4. februar 2022 blev han udnævnt til skatteminister. Under hans embede blev der lavet en aftale om en markant klimaafgift på industrien, hvilket gjorde Danmark til et af de lande, der i 2030 vil have nogle af de højeste klimaafgifter på verdensplan. Aftalen betyder, at Danmarks udledninger vil blive reduceret med 4,3 mio. tons CO₂ i 2030 - det er på nuværende tidspunkt det største enkeltstående bidrag til Danmarks klimamål i 2030 siden vedtagelsen af Klimaloven i 2019.[kilde mangler]